# Château d'Autreville-sur-la-Renne
Le château d’Autreville-sur-la-Renne est situé sur la commune d’Autreville-sur-la-Renne dans la Haute-Marne, à 16 km à l’ouest de Chaumont (préfecture de la Haute-Marne). Le château, d’architecture classique, date du XVIIIe siècle (vers 1730). Le château d’Autreville est situé dans le centre du village, près de l’église, en bordure de la RD 133.
Le château fait l’objet d’une inscription au titre des monuments historiques depuis le 26 juillet 2004.

## Histoire
Le château d’Autreville-sur-la-Renne aurait été édifié par Jean-Baptiste Bouchardon pour Claude Courtet. Madame de Pompadour en fait l'acquisition pour l'offrir à son cousin Gabriel Poisson de Malvoisin, futur maréchal de camp.
Après la Révolution, la demeure a subi des réaménagements successifs, au gré de ses différents propriétaires.
Les guerres de 1914-18 et de 1939-45, avec les occupations militaires, surtout allemandes, ont largement contribué à dégrader la propriété.

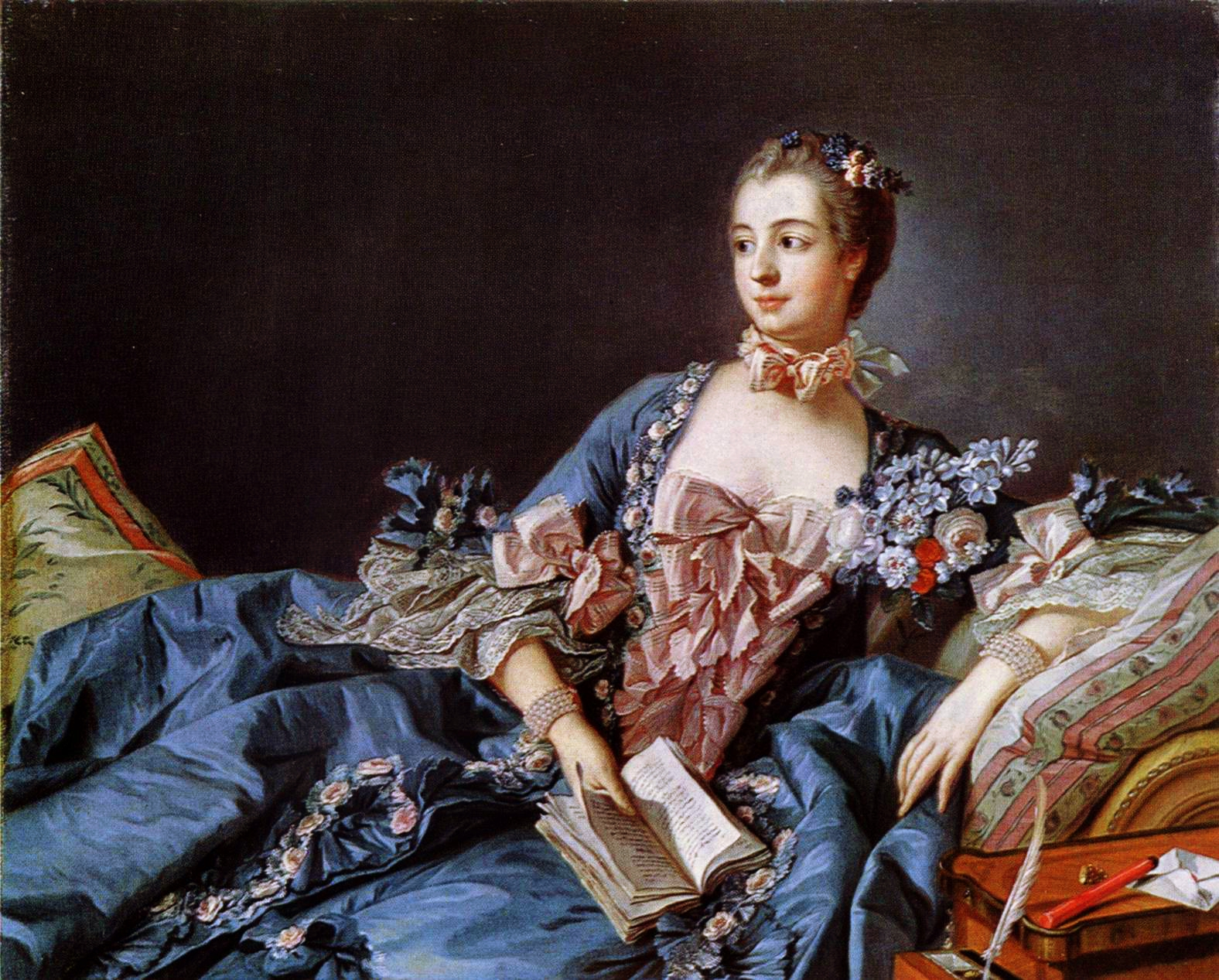
Madame de Pompadour, par François Boucher, à l’origine de la construction du château.

## L’architecture
Il s’agit en l’espèce d’un vaste bâtiment, d’architecture classique, s’élevant sur trois des côtes d’une cour d’honneur, le quatrième côté étant clôturé par une grille et le portail d’entrée. Le portail d’entrée est composé de deux pilastres en pierre, ornés de guirlandes.
Le château présente un corps de logis principal, comprenant un rez-de-chaussée, un étage et une haute toiture à lucarnes décorées. Les baies de la façade ont des frontons arrondis.
La porte d’entrée a une imposte en plein-cintre moulurée et ornée d’une tête sculptée. Les dépendances sont couvertes de toits de style Mansard. Les deux petites ailes présentent des dômes à l'impériale.
À l'intérieur, la salle à manger et l'appartement dit de Madame ont conservé une partie de leurs lambris du XVIIIe siècle, les chambres de Monsieur et de Madame ont gardé leurs alcôves et la cuisine possède toujours sa cheminée ancienne.
Le parc s’étend vers l’ouest et le sud, il a conservé ses pelouses et des arbres remarquables, ainsi que des massifs de fleurs qui agrémentent la partie du parc se trouvant près du château.